# Regierung Wilmès II

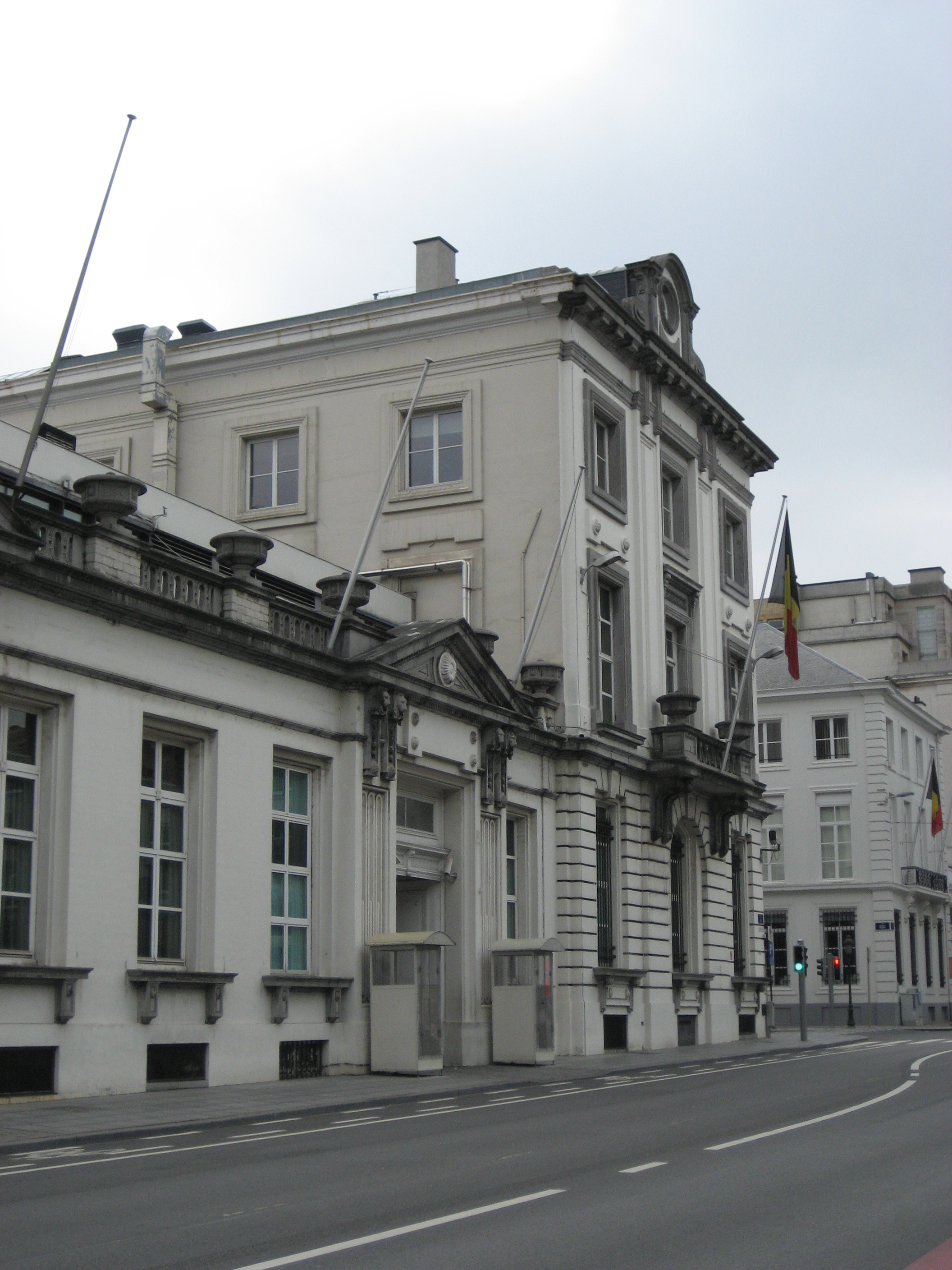
Sitz der Föderalregierung in der Wetstraat/Rue de la loi in Brüssel

Die Regierung Wilmès II war eine begrenzte Kompromisslösung während der COVID-19-Pandemie in Belgien. Sie amtierte vom 19. März 2020 bis zum 1. Oktober 2020. Sie folgte auf die Regierung Wilmès I, die nur geschäftsführend im Amt war, und personell mit ihr identisch ist und wurde am 1. Oktober 2020 abgelöst durch die Regierung De Croo.

## Vorgängerregierungen
Die letzte gewählte Regierung Michel I unter Ministerpräsident Charles Michel war 9. Dezember 2018 zurückgetreten, nachdem im Streit über die belgische Anerkennung des UN-Migrationspakts die flämischen Nationalisten der N-VA aus der Regierung ausgetreten waren. Die neugeformte „blau-orange“ Regierung Michel II setzte sich aus dem wallonischen liberalen MR, der flämischen liberalen Open Vld sowie der flämischen christdemokratischen CD&V zusammen, hatte jedoch keine parlamentarische Mehrheit. Vor einem von den Sozialisten und Grünen beantragten Misstrauensvotum trat die Regierung bereits am 18. Dezember 2018 zurück und war seither geschäftsführend im Amt.
Daran änderten auch die Parlamentswahlen vom 26. Mai 2019 nichts, da die drei Parteien der Minderheitsregierung keine Mehrheit hatten und zahllose Versuche einer Regierungsbildung scheiterten.
Bevor Charles Michel zum 1. Dezember 2019 das Amt des Präsidenten des Europäischen Rates antrat, kündigte er am 25. Oktober 2019 seinen Rücktritt an. Auf seinen Vorschlag wurde die vormalige Haushaltsministerin Sophie Wilmès am 27. Oktober 2019 vom König zur neuen geschäftsführenden Ministerpräsidentin ernannt.
Die Regierung Wilmès I war weitgehend deckungsgleich mit der Vorgängerregierung Michel II und blieb geschäftsführend im Amt, während weitere Vermittlungsversuche zur Bildung einer neuen Regierung scheiterten.

## Regierungsbildung

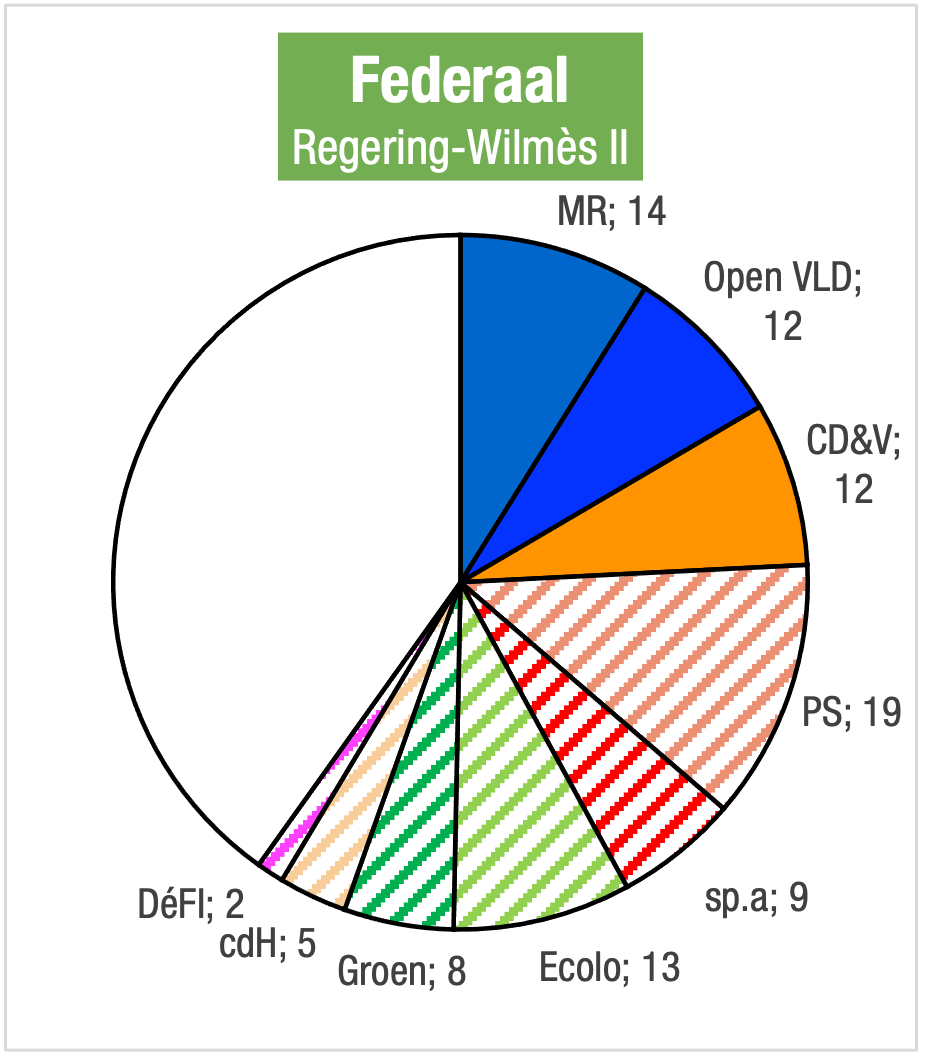
Parlamentarische Grundlage der Regierung Wilmès II, mit den drei Parteien, die die Minister stellen und zuvor die Minderheitsregierung Wilmès-I gebildet haben, in vollen Farben; und schraffiert die sechs Parteien, die der Krisenregierung zugestimmt haben

Zuletzt wurden von König Philippe am 19. Februar 2020 die Vorsitzenden der beiden Parlamentskammern und liberalen Politiker Patrick Dewael (Vorsitzender der Kammer) und Sabine Laruelle (Vorsitzende des Senats) mit einer neuen Vermittlungsmission beauftragt. Durch die aufkommende COVID-19-Pandemie wurde der Ruf nach einer handlungsfähigen Krisenregierung stärker. Nach einigen Querelen einigten sich neun Parteien darauf, die Regierung Wilmès I für eine Übergangszeit zu bestätigen.
Am 16. März 2020 erteilte Philippe Wilmès den Auftrag zur Regierungsbildung, und bereits am 17. März 2020 wurde die Regierung Wilmès II vereidigt, die personell mit der vorhergehenden Regierung Wilmès I identisch ist. Am 19. März 2020 erhielt die Regierung mit 84 zu 44 Stimmen ohne Enthaltung das Vertrauen der belgischen Abgeordnetenkammer, bei 22 abwesenden Abgeordneten. Jedoch wurde diese Krisenregierung auf sechs Monate befristet. Wilmès versprach in ihrer Regierungserklärung, eine „loyale Partnerin“ zu sein und musste zusagen, nach sechs Monaten die Vertrauensfrage zu stellen, und sich bis dahin ausschließlich um die Corona-Pandemie sowie deren wirtschaftliche und finanzielle Auswirkungen zu kümmern. Im Gegenzug wurden ihr am 26. März außergewöhnliche Ermächtigungen für diese Zeit gewährt, die es ihr erlaubten, per Dekret ("Arrêté/Besluit") zu regieren, unter der Kontrolle einer speziell gebildeten Parlamentskommission und dem Vorbehalt einer späteren parlamentarischen Zustimmung.

## Zusammensetzung
Die Regierung ist identisch mit der vorhergehenden geschäftsführenden Regierung Wilmès I und besteht aus sieben Ministern – darunter die Premierministerin – der wallonischen liberalen MR und jeweils drei Vertretern der flämischen liberalen Open Vld sowie der flämischen christdemokratischen CD&V.
| Amt | Name | Name                    | Partei | Partei   | Amtszeit           |
| --- | ---- | ----------------------- | ------ | -------- | ------------------ |
| Premierministerin zuständig für Beliris und föderale Kulturinstitutionen                                                                     |      | Sophie Wilmès           |        | MR       | seit 19. März 2020 |
| Vizepremierminister Europäische Angelegenheiten Justiz zuständig für Gebäudewirtschaft                                                       |      | Koen Geens              |        | CD&V     | seit 19. März 2020 |
| Vizepremierminister Finanzen, Entwicklungshilfe zuständig für Bekämpfung von Steuerbetrug                                                    |      | Alexander De Croo       |        | Open VLD | seit 19. März 2020 |
| Vizepremierminister Haushalt und Öffentlicher Dienst zuständig für die Nationallotterie und Wissenschaftspolitik                             |      | David Clarinval         |        | MR       | seit 19. März 2020 |
| Äußeres und Verteidigung |      | Philippe Goffin         |        | MR       | seit 19. März 2020 |
| Sicherheit und Inneres zuständig für den Außenhandel                                                                                         |      | Pieter De Crem          |        | CD&V     | seit 19. März 2020 |
| Soziales, Gesundheit, Asyl und Migration |      | Maggie De Block         |        | Open VLD | seit 19. März 2020 |
| Renten |      | Daniel Bacquelaine      |        | MR       | seit 19. März 2020 |
| Energie, Umwelt und Nachhaltigkeit |      | Marie-Christine Marghem |        | MR       | seit 19. März 2020 |
| Mobilität zuständig für Skeyes (vormals Belgocontrol) und die NMBS/SNCB                                                                      |      | François Bellot         |        | MR       | seit 19. März 2020 |
| Mittelstand, Selbständige, kleinere und mittlere Unternehmen, Landwirtschaft und gesellschaftliche Integration zuständig für Großstädte      |      | Denis Ducarme           |        | MR       | seit 19. März 2020 |
| Digitale Agenda, Telekommunikation und Post zuständig für Verwaltungsvereinfachung, Bekämpfung von Sozialbetrug, Datenschutz und die Nordsee |      | Philippe De Backer      |        | Open VLD | seit 19. März 2020 |
| Beschäftigung, Wirtschaft und Verbraucherschutz zuständig für Armutsbekämpfung, Chancengleichheit und Behinderte                             |      | Nathalie Muylle         |        | CD&V     | seit 19. März 2020 |